# Union des organisations de secours et soins médicaux
L'Union des Organisations de Secours et de Soins Médicaux est une organisation non gouvernementale internationale humanitaire qui fournit des soins de santé dans les zones contrôlées par les rebelles du Nord-Ouest de la Syrie,. L'ONG donne naissance à l'ONG française Mehad en 2022.

## Histoire
L'UOSSM (initialement Union des organisations syriennes de secours médicaux) est fondée en 2012 à Paris par un groupe de médecins syriens expatriés et devient ensuite une organisation internationale, fédérant des organisations de plusieurs pays : France, États-Unis, Canada, Royaume-Uni, Suisse et Turquie. En 2015, son budget annuel s'élève à 18 millions de dollars.
L'UOSSM a des bureaux dans huit pays dont la France, les États-Unis et le Canada,.
En 2022, l'UOSSM France devient Mehad, (signifiant berceau en arabe) et prend son autonomie.

## Activités médicales
L'UOSSM fournit des soins et des équipements médicaux gratuits à plus de cent établissements de santé syriens,. Les services fournis par l'UOSSM comprennent les soins de santé primaires, la pédiatrie, la gynécologie, la médecine interne, la nutrition, les maisons de santé, la pharmacie, la vaccination et les soins intensifs.
L'ONG assure également la formation de personnels soignants (notamment secouristes, médecins, infirmiers et chirurgiens) à la médecine d'urgence et à la médecine de guerre en Syrie, puis, en 2022, en Ukraine.
Quatre hôpitaux de l'UOSSM utilisent la télémédecine. Depuis 2016, l'organisation utilise 480 panneaux solaires pour alimenter en partie (30 à 40 %) un hôpital, ainsi qu'un véhicule électrique pour livrer des vaccins.

## Témoignages et plaidoyer
En 2017 et 2018, l’organisation témoigne des attaques chimiques en Syrie,,.
En 2018, l’UOSSM appelle la communauté internationale à fournir une aide alimentaire et un abri aux Syriens.
En 2020, l’UOSSM appelle à un soutien international accru aux organisations de santé en Syrie et fait état de cas de COVID-19 submergeant les hôpitaux,.

## Attaques d'hôpitaux et de personnels
En 2016, quatre membres du personnel de l'UOSSM sont tués à Alep lorsque des frappes aériennes touchent deux ambulances,.
Selon l'UOSSM, 85 de leurs hôpitaux ont été attaqués en 2020. Elle impute ces attaques aux forces gouvernementales russes et syriennes,.

## Personnes clés
- Dr Ghanem Tayara, président de l'UOSSM International [24]
- Dr Anas Al-Kassem, fondateur de l'UOSSM Canada[2]
- Dr Ziad Alissa, directeur de l'UOSSM France [25],[3],[21]
- Dr Raphaël Pitti, responsable de formation et administrateur de l'UOSSM France.

## Voir également
- Utilisation d'armes chimiques dans la guerre civile syrienne
- Campagne syro-russe de bombardement d'hôpitaux